# Yコンビネータ (企業)
YコンビネータLLC（Y Combinator LLC）は、カリフォルニア州マウンテンビューのシードアクセラレーターである。主にスタートアップ企業に対し投資している。2005年にポール・グレアム、ロバート・T・モリス、トリヴァー・ブラックウェル、ジェシカ・リヴィングストンにより設立された。
他のスタートアップファンドと比較した場合、Yコンビネータは非常に少ないお金 (2万ドル前後) を提供するのが特徴である。3カ月にわたって集中的に指導し他のベンチャーキャピタルなどから投資を受けられる状態まで育てる。これはグレアムの哲学に依るものである。2011年までに約316社に投資を行っている。採択するスタートアップはその時々のトレンドに沿っており、2024年の冬バッチではAIのスタートアップの採択は65％を占める158社となった。

## 出資した企業
- Dropbox
- Airbnb
- ループト
- Heroku
- Scribd
- バンプ・テクノロジーズ
- ジャスティン・ドット・ティービー
- reddit
- YouOS
- Webmin
- Anywhere.FM
- Tech in Asia
- Skymind
- Cambly
- Unbabel